# Villa Neisser

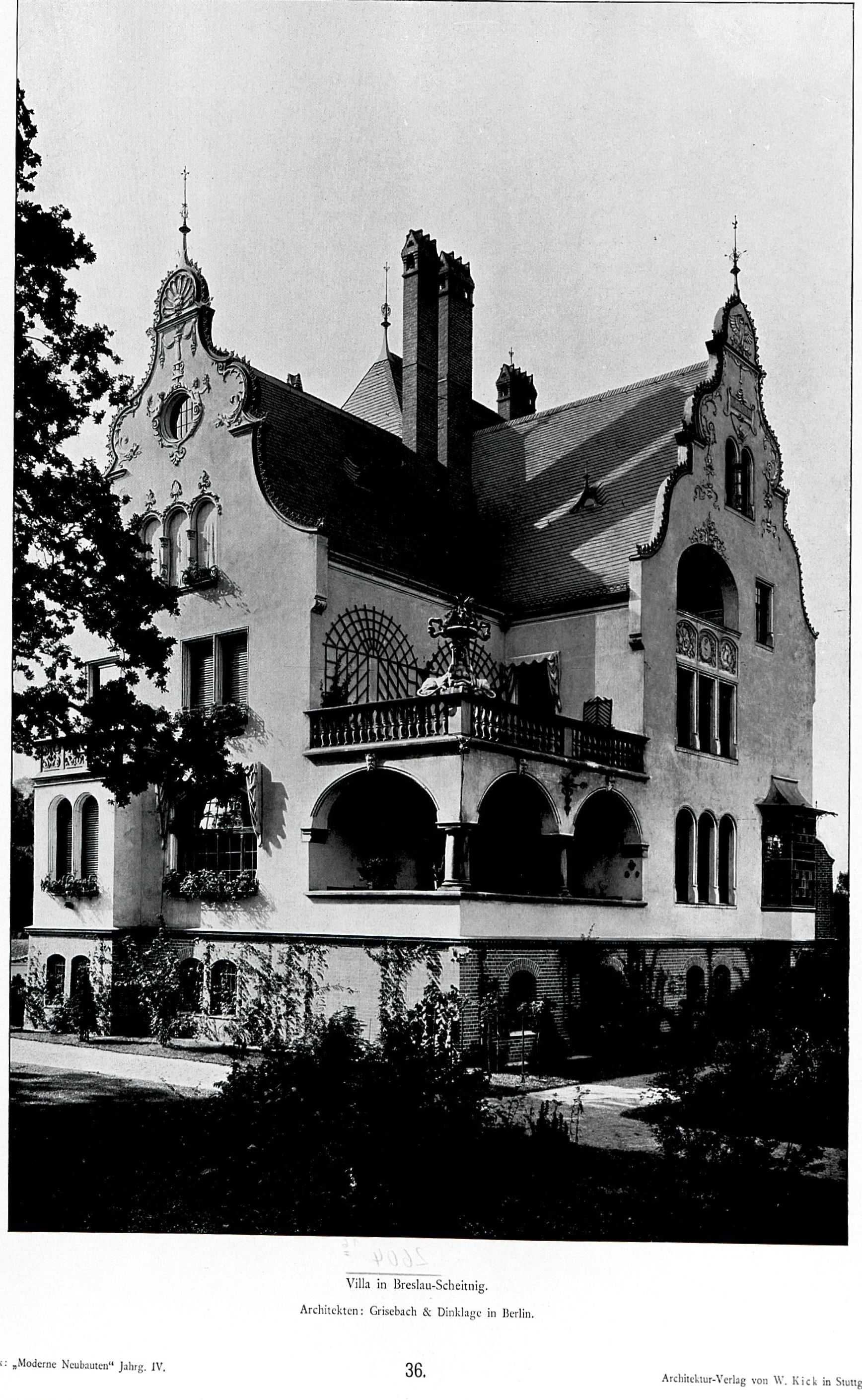
Villa Neisser

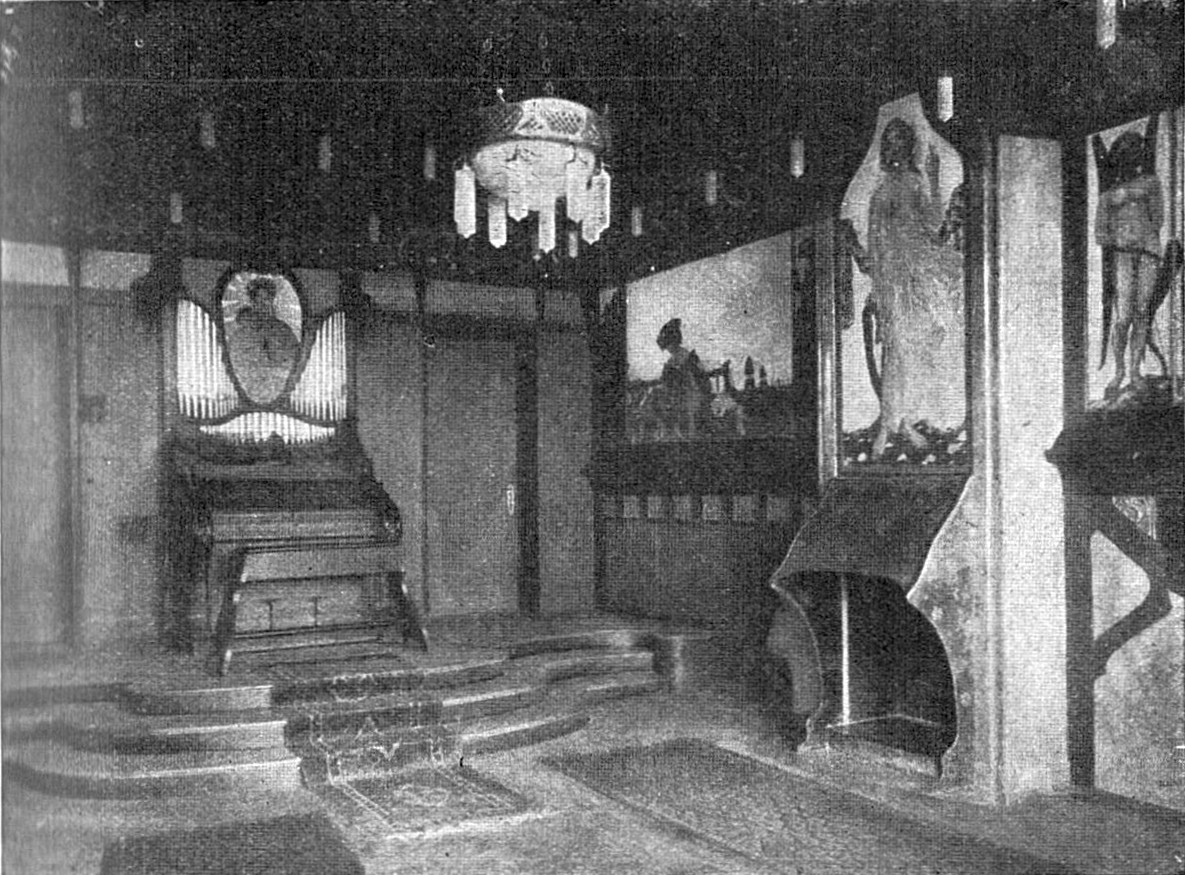
Innenansicht um 1929

Die Breslauer Villa Neisser wurde 1897/98 vom Berliner Architekten Hans Grisebach in der Fürstenstraße 124 (jetzt Aleja Ludomira Różyckiego) am Scheitniger Park in der Nähe der späteren Breslauer Jahrhunderthalle für die Eheleute Toni und Albert Neisser erbaut und 1945 durch Bomben zerstört.

## Beschreibung
Fritz Erler schuf die Innenausstattung für den Flur, das Teezimmer (1905) sowie den Konferenzsaal (1912). Der von ihm entworfene Musiksalon „gilt als das früheste Beispiel eines Jugendstilraumes in Deutschland, der nicht für eine Ausstellung, sondern für bestimmten praktischen Zweck entworfen wurde“. Das Haus war reich mit Kunstschätzen ausgestattet.
Nach dem Tod des kinderlosen Paares gelangte die Villa mit den Kunstsammlungen als Stiftung an die Stadt Breslau, die das Haus als Teil der städtischen Sammlungen einrichtete und 1920 eröffnete. Bis in die 1930er Jahre fanden in der Villa Ausstellungen statt, so gab es im Mai und Juni 1930 eine Ausstellung von 50 Gemälden aus der Sammlung Littmann. Anfang 1933 fand letztmals eine Ausstellung von Werken aus der Sammlung Littmann in der Villa Neisser statt, darunter auch viele Werke des Malers Otto Mueller. Verwalter der „Städtischen Kunstsammlung Albert und Toni Neisser“ war zuletzt Karl Masner (1858–1936), Museumsdirektor im Ruhestand. Er hatte das Schlesische Museum für Kunstgewerbe und Altertümer geleitet.
Da das Ehepaar Neisser jüdischer Herkunft war, wurde die Stiftung jedoch 1936 „aus rassischen Gründen“ aufgelöst. Bereits vorher war die Villa nicht mehr als Ausstellungsort genutzt worden, und auch ihre Innenausstattung wurde entnommen und verteilt, „wobei vieles verloren [ging]: ‚Die von den nichtarischen Stiftern der Stadt vermachte Kunstsammlung entspricht nicht der Geisteskultur der neuen Zeit‘, heißt es in den Akten des Magistrats.“ Die Villa wurde ab März 1934 von der Stadt kurzzeitig als Dienstsitz für den nationalsozialistischen Oberbürgermeister Helmut Rebitzki genutzt. Rebitzki wohnte nur kurz im Haus Neisser, denn er wurde bald seines Amtes enthoben. Sein Nachfolger verzichtete darauf, das Haus zu benutzen. Erst im Februar 1936 wurde ein neuer Benutzer gefunden: die Reichsanstalt für das Deutsche Bäderwesen an der Breslauer Universität.